# Perrine Potier
Perrine Potier, épouse Turpault, née le 26 avril 1750 à Cléré-sur-Layon (à l'époque dans la province d'Anjou, diocèse de La Rochelle) et morte fusillée le 16 avril 1794 à Avrillé (Maine-et-Loire), est l'une des quatre-vingt-dix-neuf martyrs d'Angers.

## Contexte historique
À la suite de la défaite des Vendéens durant la virée de Galerne et à la mise en place de la Terreur, les républicains font prisonniers des milliers de Vendéens. 
Entre janvier et avril 1794, près de 2 000 personnes sont fusillées à Avrillé par les colonnes infernales de Turreau. Le Champ des Martyrs, où se déroulèrent ces exécutions, est devenu un lieu de pèlerinage en Anjou. Une chapelle expiatoire y est édifiée en 1852.

## Biographie

### Situation
Perrine Renée Potier, dont les parents jouissaient d'une certaine fortune et d'une réputation de vertu se marie le 14 février 1775 à René Turpault (1750-1818), fabricant de toiles et de mouchoirs à Cholet. Elle est la mère de douze enfants dont plusieurs sont morts en bas âge.

### L'arrestation, le jugement et la mort
Les Vendéens s'emparent de Cholet le 14 mars 1793 et établissent un Comité catholique et royaliste ; René Turpault en devient membre. Perrine sa femme prend soin de quatre prisonniers républicains, les nourrissant avec une sollicitude toute maternelle mais au mois d'octobre, lorsque les républicains s'emparent de la ville, René Turpault la quitte sans arriver à persuader Perrine de partir.
Le 8 et 12 janvier 1794 un mandat d'arrêt est lancée contre elle par le Comité révolutionnaire de Cholet. Le 13 janvier, elle est arrêtée par le citoyen Sureau adjudant-major de place. Le 14 janvier, elle est interrogée. Elle est ensuite envoyée à la Commission militaire à Angers et subit une dure détention à la prison du Calvaire.
Voici les compte-rendu des trois interrogatoires de sa prison du calvaire tels qu'ils ont été consignés sur les registres de la commission militaire :
1. 24 janvier 1794 : « Perrine Potier, âgée de 42 ans, née commune de Cléré, en Anjou, district de Vihiers, femme de René Turpault, fabricant et vendeur de toiles de Cholet, où ils demeuraient ordinairement. Son mari absent depuis le passage de l'armée républicaine en octobre dernier. Arrêtée chez elle depuis onze jours par des citoyens. Suspecte fortement, parce que de son aveu, son mari a été un des membres du Comité contre-révolutionnaire de l'armée des brigands, l'espace de onze jours ; que depuis le temps elle avait pleuré sur la perte de son mari, absent d'elle depuis longtemps. N'est pas sûre si elle est enceinte ».
2. 10 février 1794 : « Perrine Potier, présumée être veuve, domicilié à Cholet, 42 ans, détenue depuis un mois environ. Son mari a suivi les scélérats d'insurgés depuis la déroute de Cholet. Et elle n'a plus ouï parler de lui. A cinq enfants, deux garçons et trois filles, sous la direction de ses frères, dont l'un est commissaire municipal à Cléré, et l'autre a un emploi dans cette armée. Elle dit qu'il n'existe pas d'autres motifs de sa détention que l'absence de son mari. Elle convient cependant avoir été à la messe des prêtres réfractaires pendant le séjour des rebelles au-dit Cholet. Il parait qu'elle a pris soin de cinq prisonniers patriotes et les a nourris chez elle ».
3. 2 avril 1794 : « Perrine Potier, veuve René Turpault, de Cholet, née à Cléré, district de Vihiers. Son mari membre du Comité contre-révolutionnaire de Cholet. Arrêtée depuis deux mois et demi, rapport à la conduite de son mari. Elle illuminait sa croisée comme les autres lors des victoires des brigands. Ne se souvenant pas si elle a crié « Vive le Roi » ni si elle est allée à la messe de l'évêque d'Agra ».

Suivant les jugements sommaires de l'époque, elle est fusillée après ces trois interrogatoires, le 16 avril 1794 (27 Germinal An II),.

## Béatification et mémoire liturgique
En 1905, Joseph Rumeau, évêque d’Angers, introduit la cause d’un certain nombre de victimes d'Avrillé et d'Angers mises à mort en haine de la foi et de l’Église catholique. Une procédure canonique de béatification est alors lancée. Le décret proclamant le martyre de quatre-vingt-dix-neuf de ces victimes — dont Perrine Potier qui est alors déclarée vénérable — est promulgué le 9 juin 1983 : ce sont les Martyrs d'Angers. Leur béatification est célébrée solennellement le 19 février 1984 par le pape Jean-Paul II à la basilique Saint-Pierre de Rome.
Elle est fêtée le 1er février et le 16 avril.

## Prénom
- Perrine